# سرطان السحايا الرقيقة
سرطان السحايا الرقيقة (بالإنجليزية: Leptomeningeal cancer)‏ هوَ ورم يتضمن أعمق طَبقتين في السحايا (الطبقات الرقيقة التي تُغطي وتحمي الدماغ وَالحبل الشوكي).
وهو يحدث مع السرطانات التي من المرجح أن تنتشر إلى الجهاز العصبي المركزي. أكثر أنواع السرطانات شيوعًا التي تشتمل على أورام السحايا ومنها سرطان الثدي وسرطان الرئة والأورام الميلانينية لأنها يمكن أن تنتشر إلى الحيز تحت العنكبوتية في الدماغ مما يوفر بيئة ملائمة لنمو الخلايا السرطانية النقيلية. الأشخاص الذين ينتشر عندهم السرطان إلى منطقة في الدماغ تُعرف بالحفرة الخلفية معرَّضون أكثر للإصابة بسرطان السحايا. يمكن أن تنشأ الحالة أيضًا من ورم الدماغ الرئيسي مثل الورم النخاعي.

## أسباب
يحدث سرطان السحايا الرقيقة عندما تغزو الخلايا السرطانية السائل الدماغي الشوكي وتنتشر في جميع أنحاء الجهاز العصبي المركزي. تنمو الخلايا السرطانية المنتقلة إما متصلة بالأم الحنون التي تغطي الدماغ والحبل الشوكي أو تطفو غير متصلة بالحيز تحت العنكبوتية. قد تنتشر الأورام ذات الأصول المتنوعة والسرطانات الدموية في هذا الفضاء.
يمكن لبعض المرضى أن يصابوا بالورم السحائي أثناء تلقي العلاج الكيميائي لورمهم الرئيسي.

## العلامات والأعراض
الأعراض الأكثر شيوعًا لسرطان السحايا الرقيقة هي الألم والنوبات. وقد تشمل الأعراض الأخرى الصداع (الذي عادةً ما يكون مصحوبًا بالغثيان والقيء والدوار)، وصعوبات في المشي من الضعف أو الترنّح ومشاكل في الذاكرة وسلس البول. في بعض الحالات، قد تشمل الأعراض الرؤية المزدوجة وخدر الذقن
 آلاما في الظهر، ضعف في الساق، مشاكل تتعلق بالعضلة، استسقاء الرأس فقدان السيطرة على البول، وصعوبة في المشي. اعتمادًا على مكان استقرار الخلايا السرطانية، يمكن أن يسبب سرطان السحايا الرقيقة أي مشكلة عصبية تقريبًا. أعراض أخرى أقل شيوعاً هي تشوهات في العصب القحفي، وأعراض العمود الفقري مثل ضعف الأطراف والمذل، واختلال الأمعاء والمثانة. ازدواج الرؤية أكثر أعراض ضعف العصب القحفي شيوعًا.، ومن النتائج الشائعة أيضًا فقدان ثلاثي التوائم الحسي أو الحركي واختلال وظائف القوقعة واعتلال العصب البصري. تشمل علامات العمود الفقري وأعراضه الضعف وفقدان الحسي الجلدي أو القطعي وألم في الرقبة أو الظهر أو الأنماط الجذرية التالية.[بحاجة لمصدر]